# Heretoir
Heretoir ist eine 2006 in Augsburg gegründete Band, die Post-Rock- und Shoegazing-Einflüsse mit modernem Metal kombiniert.

## Geschichte
Die Band wurde 2006 als Soloprojekt von David „Eklatanz“ C. (Ex-Agrypnie) gegründet. 2008 wurde ein in Eigenregie produziertes Demo mit dem Namen Existenz veröffentlicht, welches 2009 mit einem zusätzlichen Titel als .Existenz. EP über das chinesische Label Pest Productions erschien.

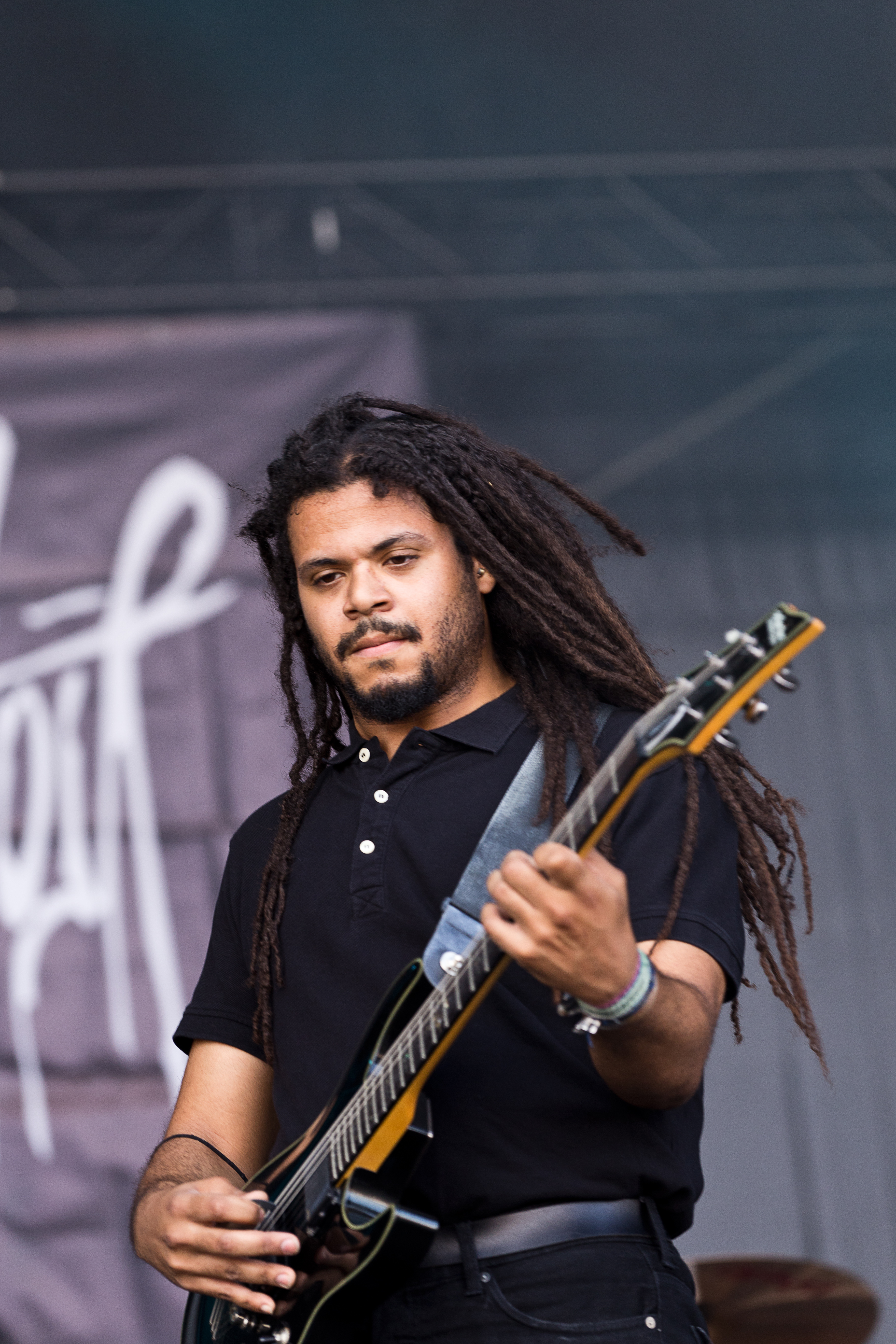
„Eklatanz“ (2015)

 Nach zwei weiteren Compilation-Beiträgen und der Split-Veröffentlichung Wiedersehen – unsere Hoffnung mit der Band Thränenkind unter dem Banner von Pest Productions, unterzeichnete Heretoir im April 2010 einen Vertrag über vier Veröffentlichungen bei dem deutschen Label Northern Silence Productions. Noch im selben Jahr stieß Matthias „Nathanael“ S. (Agrypnie, Thränenkind) als Bassist und Backgroundsänger hinzu, wirkte jedoch kompositorisch in der Band nicht vor 2012 mit.
Am 25. Februar 2011 erschien das selbstbetitelte Debütalbum Heretoir über Northern Silence Productions. Es enthält neun Stücke mit einer Spielzeit von knapp über 50 Minuten. Das Album-Cover wurde vom szenebekannten französischen Künstler Fursy Teyssier (ex-Alcest, ex-Amesoeurs, Empyrium live, Les Discrets) entworfen. Das Album-Artwork stammt vom ebenfalls französischen Künstler Metastazis, der bereits für Künstler wie Alcest, As I Lay Dying, Enthroned, Gorgoroth, Morbid Angel, Paradise Lost, Secrets of the Moon oder The Black Dahlia Murder arbeitete. Texte und Konzept des Albums sollen die Gedanken und Gefühle eines Protagonisten widerspiegeln, der eine geliebte Person verloren hat und sollen somit einen Einblick in den schmalen Grat zwischen Trauer, Sehnsucht, Zorn und Hoffnung geben.
Im Oktober 2011 spielte Heretoir mit Hilfe der neu hinzugekommenen Musiker Maximilian „M.F.“ (Live-Gitarre) und Emanuel „Belial“ D. (Live-Schlagzeug) auf dem Autumn Depression Festival in Essen ihr erstes Konzert und es dauerte nicht lange, bis die Band auf zahlreichen Konzerten und Festivals wie dem Fimbul Festival 2012 Bühnen mit Bands wie Agalloch, Alcest, Graveworm, Negură Bunget, Sólstafir, Secrets of the Moon oder Vreid teilte.

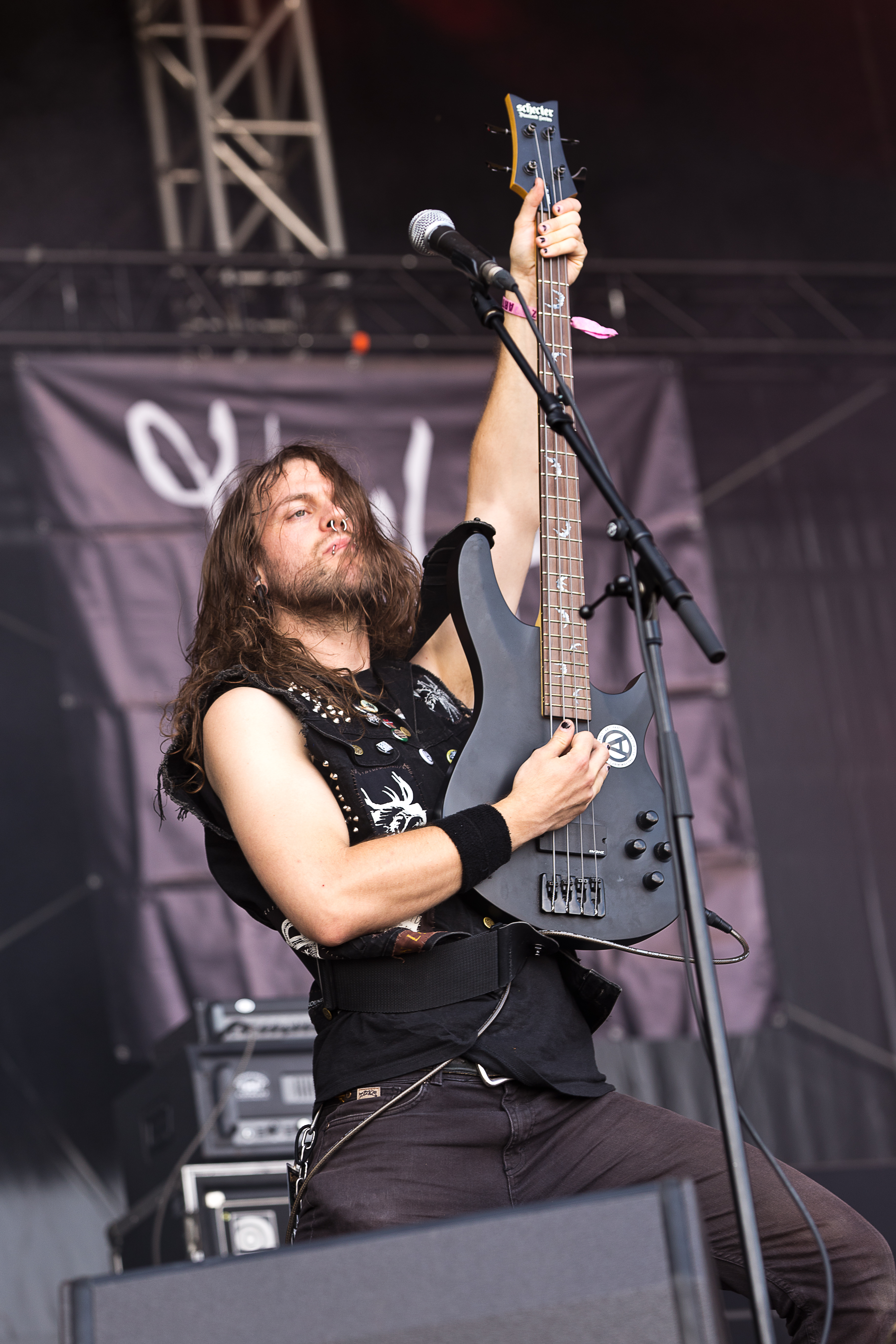
„Nathanael“ (2015)

 Parallel zu den ersten Konzerten der Band wurde die EP .Existenz. komplett neu aufgenommen. Zusammen mit der Originalversion und zahlreichen Bonustracks erschien diese Neuaufnahme am 24. August 2012 unter dem Titel Substanz über Northern Silence Productions.
Nach einer ersten Tour im März 2013 (Aetas Cineris Tour 2013 mit Agrypnie und Der Weg einer Freiheit) durch Deutschland, Österreich und die Schweiz, spielte die Band in den Jahren 2014 und 2015 unter anderem auf renommierten Festivals wie dem Summer Breeze Festival und dem Rockharz Open Air. Parallel arbeitete die Band an der Fertigstellung ihres zweiten Studioalbums The Circle, welches schließlich am 24. März 2017 über Northern Silence Productions veröffentlicht wurde.
Im Zuge der Veröffentlichung von The Circle ging die Band im Mai und Juni 2017 gemeinsam mit Ghost Bath und King Apathy auf eine ausgedehnte Europa-Tournee, die Konzerte in über 15 europäischen Ländern auf dem Plan hatte.
Weiter spielte Heretoir gemeinsam mit Imperium Dekadenz im November 2017 drei deutsche Tour-Shows als Opener der norwegischen Enslaved und ging im Dezember 2017 mit den Bands Kalmah, Nothgard und Lost In Grey auf eine weitere zehntägige Europatour.
Am 6. Oktober 2023 wurde das dritte Studioalbum Nightsphere über Northern Silence Productions veröffentlicht. Es wurde von David Deutsch und Justin Felder produziert und gemischt, Nikita Kamprad übernahm das Mastering. Es ist das erste Album bei dem sich alle Bandmitglieder am Songwriting beteiligt haben. Das Album wurde auf der gleichnamigen Europa-Tournee in fünf Ländern vorgestellt. Begleitet wurden sie dabei von Firtan und Outlaw.
Die Veröffentlichung des vierten Studioalbums Solastalgia ist für den 19. September 2025 bei AOP Records geplant.

## Stil
Der Stil vereint Einflüsse aus Shoegazing, Ambient und Metal, diese Melange wurde durch die französische Gruppe Alcest eingeführt. Die Musik von Heretoir war zunächst rein akustischer Natur, veränderte sich jedoch im Lauf der Zeit in Richtung Metal. Aufgrund des musikalischen Stilwandels auf dem Debütalbum, der eine starke Einbindung ruhigerer Einflüsse wie Post-Rock und Ambient mit sich brachte, wurde die Band durch die Presse vermehrt mit Alcest verglichen.
Sehr vereinzelt finden sich Elemente aus dem Black Metal, was sich vor allem durch den verzerrten Gesang äußert. Heretoir verzichten aber auf black-metal-typische Elemente wie Corpsepaint, satanische Texte und eine schroffe Produktion. Stattdessen setzt die Band auf einen glatten Sound mit viel Nachhall, die Gitarre spielt vor allem Akkorde und Tremolo-Riffs mit simpel gehaltenen Harmonien und Melodien, die vor allem die Atmosphäre hervorheben.
Das Debüt wurde von der Fachpresse überwiegend positiv aufgenommen, wobei vor allem die Atmosphäre gelobt wird. Es gab aber auch Kritik: Die härteren Passagen wirken deplatziert und die Riffs seien „so originell wie eine Forelle auf dem Fischmarkt“. Der Gesang wurde zwiespältig wahrgenommen. Während Moritz Grütz von metal1.info lobend von „wehmütigem Kreischgesang“ schreibt, bezeichnet Jan Wischowski von metal.de diesen als „emotionsloses Geschrei“.

## Diskografie
Studioalben
- 2011: Heretoir (Northern Silence Productions)
- 2017: The Circle (Northern Silence Productions)
- 2023: Nightsphere (Northern Silence Productions)

Demos, EPs und Sonstige
- 2008: Existenz (Demo, Eigenveröffentlichung)
- 2009: .Existenz. (EP, Pest Productions)
- 2010: Wiedersehen – unsere Hoffnung (Split mit Thränenkind, Pest Productions)
- 2012: Substanz (Compilation, Northern Silence Productions)
- 2024: Wastelands (EP, Northern Silence Productions)

Samplerbeiträge
- 2009: The World Comes to an End in the End of a Journey (Pest Productions)
- 2009: Depression and Hatred of 3 Years (Pest Productions)